# Siv Karlström
Siv Irene Margareta Karlström (född Gustavsson, gift även Siv Vera-Ybañez), född 9 juli 1957, är en svensk tränare, förbundskapten och före detta elitutövare inom friidrottsgrenen gång.
Siv Karlström är flerfaldig svensk mästare och världsmästare i gång. Så sent som 2017 satte hon nytt världsrekord för veteraner 60+ vid den inofficiella Finnkampen.
Karlström har varit svensk förbundskapten (ideellt) sedan 2001 men är halvtidsarvoderad förbundskapten och tränare för svenska gånglandslaget sedan 2021. 
Siv Karlström är utbildad  gymnastikdirektör och har arbetat som gymnastikkonsulent och på svenska skolan i Mexico City. Hennes söner Perseus Karlström och Ato Ibáñez är gångare på elitnivå.